# Collegio di Arbroath and Broughty Ferry
Arbroath and Broughty Ferry è un collegio elettorale scozzese della Camera dei comuni del Parlamento del Regno Unito. Elegge un membro del Parlamento con il sistema first-past-the-post, ossia maggioritario a turno unico; il rappresentante del collegio, dal 2024, è il nazionalista scozzese Stephen Gethins.

## Estensione
Il collegio comprende i seguenti ward:
- nella città di Dundee:
  - East End, The Ferry e North East provenienti dal precedente collegio di Dundee East;
- nell'Angus:
  - parte di Monifieth and Sidlaw e Carnoustie and District provenienti dal precedente collegio di Dundee East;
  - Arbroath East and Lunan, Arbroath West, Letham and Friockheim, Monifieth and Sidlaw e parte di Carnoustie and District provenienti dal precedente collegio di Angus.

## Membri del parlamento
| Elezione | Elezione | Deputato        | Partito |
| -------- | -------- | --------------- | ------- |
|          | 2024     | Stephen Gethins | SNP     |

## Risultati elettorali

### Elezioni negli anni 2020
| Partito                    | Partito                                | Candidato                  | Risultati 4 luglio 2024 | Risultati 4 luglio 2024 |
| Partito                    | Partito                                | Candidato                  | Voti                    | %                       |
| -------------------------- | -------------------------------------- | -------------------------- | ----------------------- | ----------------------- |
|                            | SNP                                    | Stephen Gethins            | 15 581                  | 35,32                   |
|                            | Laburista                              | Cheryl-Ann Cruickshank     | 14 722                  | 33,37                   |
|                            | Conservatore                           | Richard Brooks             | 6 841                   | 15,51                   |
|                            | Reform UK                              | Gwen Wood                  | 3 800                   | 8,61                    |
|                            | Lib Dem                                | David Evans                | 2 249                   | 5,10                    |
|                            | Alba                                   | Ghazi Khan                 | 693                     | 1,57                    |
|                            | Sovereignity                           | Moira Brown                | 231                     | 0,52                    |
|                            |                                        |                            |                         |                         |
| Iscritti                   | Iscritti                               | Iscritti                   | 76 149                  | 100,00                  |
| ↳ Votanti (% su iscritti)  | ↳ Votanti (% su iscritti)              | ↳ Votanti (% su iscritti)  | 44 117                  | 57,94                   |
| ↳ Astenuti (% su iscritti) | ↳ Astenuti (% su iscritti)             | ↳ Astenuti (% su iscritti) | 32 032                  | 42,06                   |
|                            |                                        |                            |                         |                         |
|                            | Esito: collegio a SNP (nuovo collegio) |                            |                         |                         |